# Saint-Pardoux (Puy-de-Dôme)
Saint-Pardoux é uma comuna francesa na região administrativa de Auvérnia-Ródano-Alpes, no departamento Puy-de-Dôme. Estende-se por uma área de 15,78 km². Em 2010 a comuna tinha 412 habitantes (densidade: 26,1 hab./km²).